# Héctor Eduardo Vera Colona
Héctor Eduardo Vera Colona (Chiclayo, Peru, 26 de fevereiro de 1962) é um clérigo peruano e bispo católico romano de Ica.

## Biografia
Héctor Eduardo Vera Colona foi o nono filho de Manuel Vera e Crisálida Colona. Estudou em Chiclayo e em 1980 ingressou na Faculdade de Medicina da Universidade Nacional de Trujillo; mas no ano seguinte começou a estudar Filosofia e Teologia no Seminário Maior “Santo Toribio de Mogrovejo” de Chiclayo. Foi ordenado diácono pelo Monsenhor Ignacio Maria de Orbegozo y Goicoechea, Bispo de Chiclayo, e exatamente um ano depois, em 8 de dezembro de 1987, recebeu a ordenação sacerdotal.
Após sua ordenação e até 1992 foi responsável pela paróquia “Santo Toribio” de Zaña, quando viajou para Espanha para realizar estudos de pós-graduação em Teologia Bíblica na Universidade de Navarra, obtendo em 1996 o grau de Doutor em Teologia Bíblica. Retornando a sua diocese, de 1997 a 1999 foi pároco da Catedral de Santa María e professor de Sagrada Escritura, Grego e Hebraico no Seminário Maior de Chiclayo. Em 1999 foi nomeado Reitor do Pré-Seminário. A partir de 1999, foi Vigário Geral da Diocese de Chiclayo e professor de Teologia e Sagrada Escritura no Seminário Maior Diocesano de Chiclayo e Professor de Exegese Hebraica, Grega e Latina na Universidade Católica “Santo Toribio de Mogrovejo” de Chiclayo. Em 11 de abril de 2004 assumiu a responsabilidade da paróquia “San Pedro” de Lambayeque.
Vera Colona foi nomeado pelo Papa Bento XVI como Bispo de Ica em 31 de outubro de 2007. O arcebispo de Lima, o cardeal Juan Luis Cipriani Thorne, o ordenou bispo em 8 de dezembro do mesmo ano; os co-consagrantes foram Rino Passigato, Núncio Apostólico no Peru, e seu predecessor Guido Breña López OP. Mons. Héctor Eduardo Vera Colona escolheu como lema episcopal a “Filius meus est tu”.

Na Centésima Conferência Episcopal do Peru foi eleito Presidente da Comissão Episcopal de Pastoral Social. É vice-presidente do Conselho de Administração da Cáritas Perú. Para estas atribuições representou a Conferência Episcopal em diferentes Encontros Regionais nos países da Bolívia, Colômbia, Brasil e Honduras.